# Tokyo 42
Токіо 42 — це відео гра , розроблена SMAC Games і видана  Mode 7, випущена у травні 2017 на Windows, на PlayStation 4 і Xbox One. Гравець бере на себе роль найманого вбивці, використовує атаки, виверти, хитрощі, щоб досягати цілі. Гра представлена в стилі мінімалізму та в ізометричній перспективі.

## Гемплей
У грі є обертання камери, щоб оцінити всю ситуацію і прийняти найбільш правильне рішення, можливість проходження у стелс режимі. Зміна вигляду головного персонажа і багато іншого. Можна обертати камеру лише вправо або вліво на певний радіус, тим самим можемо розглянути повну обстановку завдання, і з якого боку краще проникнути. З цього пункту випливає стелс проходження. На самому початку гри нам ясно дають зрозуміти, що будь-яку місію можна пройти без вбивства (вірніше вбивством лише головної цілі). Єдина можливість пройти рівень «малою кров'ю» - це використовувати катану для безшумної ліквідації охорони.  Любителям снайперських гвинтівок гра також дарує можливість задовольнити свої потреби. Займіть свідомо вигідну позицію на даху сусіднього будинку і завершите місію натисканням лише однієї кнопки пострілу. 

## Прийом
| Агрегатор  | Оцінка |
| ---------- | ------ |
| Metacritic | 73/100 |

| Видання        | Оцінка      |
| -------------- | ----------- |
| Eurogamer      | Recommended |
| GameSpot       | 7/10        |
| IGN            | 6.5/10      |
| PC Gamer (США) | 69%         |

Гра отримала "неоднозначні" відгуки, на сайті metacritic.

## Зовнішні посилання
- Офіційний сайт